# Callisema rufipes
Callisema rufipes is een keversoort uit de familie van de boktorren (Cerambycidae). De wetenschappelijke naam van de soort werd voor het eerst geldig gepubliceerd in 1990 door Martins & Galileo.